# UFC on Fox: Johnson vs. Moraga
UFC on Fox: Johnson vs. Moraga (también conocido como UFC on Fox 8) fue un evento de artes marciales mixtas celebrado por Ultimate Fighting Championship el 27 de julio de 2013 en el KeyArena, en Seattle, Washington.

## Historia
El evento principal fue una pelea por el campeonato de peso mosca de UFC entre el actual poseedor del título Demetrious Johnson y el contendiente John Moraga. Inicialmente, el combate iba a ocurrir el 13 de abril de 2013 en The Ultimate Fighter 17 Finale. Sin embargo, Johnson fue obligado a salir de la pelea por una lesión y Moraga también fue sacado del evento.
Michael Chiesa originalmente se enfrentaría a Reza Madadi en esta tarjeta. No obstante, el 14 de mayo de 2013, se anunció que Madadi se había retirado de la pelea por unos supuestos problemas de visado y fue reemplazado por Jorge Masvidal.
Miesha Tate fue sacada de su pelea programada con Liz Carmouche tras ser asignada como entrenadora en The Ultimate Fighter 18 y fue reemplazada por Jéssica Andrade.

## Resultados
1. ↑  Por el Campeonato de Peso Mosca de UFC.

## Premios extra
Cada peleador recibió un bono de $50,000.
- Pelea de la Noche: Ed Herman vs. Trevor Smith
- KO de la Noche: Melvin Guillard
- Sumisión de la Noche: Demetrious Johnson